# Chambre régionale de commerce et d'industrie de Franche-Comté
La chambre régionale de commerce et d'industrie de Franche-Comté regroupe les chambres de commerce et d'industrie de la région Franche-Comté. Elle a son siège à Besançon au Valparc.

## Mission
À ce titre, elle est un organisme chargé de représenter les intérêts des entreprises commerciales, industrielles et de service de Franche-Comté et de leur apporter certains services. Elle mutualise et coordonne les efforts des quatre CCI de Franche-Comté.
Comme toutes les CCI, elle est placée sous la tutelle du préfet du département représentant le ministère chargé de l'industrie et le ministère chargé des PME, du Commerce et de l'Artisanat.

### Services aux entreprises
- Création, transmission, reprise des entreprises ;
- Innovation ARIST ;
- Formation et emploi ;
- Services aux entreprises ;
- Observatoire économique régional ;
- Études et développement ;
- Aménagement et développement du territoire ;
- Environnement et développement durable ;
- Tourisme ;
- Appui aux entreprises du commerce ;
- Performance industrielle ;
- Appui à l’international ;
- Emploi et développement des compétences ;
- Intelligence économique ;
- Appui aux mutations ;
- Services à la personne.

### CCI en faisant partie
- chambre de commerce et d'industrie du Doubs
- chambre de commerce et d'industrie du Jura
- chambre de commerce et d'industrie de Haute-Saône
- chambre de commerce et d'industrie du Territoire de Belfort

## Historique

### Actualité: 14/11/2011
Cette élection, qui fait suite à la démission de Jean-Louis DABROWSKI, a été acquise au premier tour de scrutin par 21 voix sur 36. 

Les élus de la chambre de commerce et d'industrie de Région Franche-Comté, mandature 2011 - 2015  sont :

### Le président et le bureau
Il est constitué de 9 membres.
Par ailleurs, le Bureau comporte trois Vice-présidents membres de droit, non élus.
Le suppléant du Président de la CCIR de FC à l'ACFCI.

## Pour approfondir